# New Cambria (Kansas)
New Cambria é uma cidade localizada no estado americano de Kansas, no Condado de Saline.

## Demografia
Segundo o censo americano de 2000, a sua população era de 150 habitantes.
Em 2006, foi estimada uma população de 159, um aumento de 9 (6.0%).

## Geografia
De acordo com o United States Census Bureau tem uma área de
0,3 km², dos quais 0,3 km² cobertos por terra e 0,0 km² cobertos por água.

## Localidades na vizinhança
O diagrama seguinte representa as localidades num raio de 24 km ao redor de New Cambria.